# Letalska bojna eskadrilja Slovenske vojske
Letalska bojna eskadrilja Slovenske vojske je osrednja eskadrilja vojaških letal Slovenske vojske; eskadrilja je v sestavi 15. BRVL in je nastanjena v letalski bazi Cerklje ob Krki.

## Oprema
- 3 letala Pilatus PC-9
- 9 letal Pilatus PC-9M